# Sonia Delaunay
Sonia Delaunay (nascida Sarah Illinitchna Stern; Gradizhsk, 14 de novembro de 1885 — Paris, 5 de dezembro de 1979) foi uma pintora, designer, figurinista e cenógrafa ucraniano-francesa.
Considerada uma artista abstrata multidisciplinar e figura-chave do avant-garde parisiense, Sonia e seu marido, Robert Delaunay, foram pioneiros do movimento do Simultaneísmo, onde exploravam a interseção entre as cores, criando uma sensaçao de profundidade e movimento. Sonia foi a primeira artista mulher a ganhar uma mostra no Museu do Louvre em 1964. Em 2015, sua arte voltou a ser lembrada em uma grande retrospectiva que o Museu de Arte Moderna de Paris realizou.

## Biografia
Sonia nasceu em 1885, no seio de uma família judaica da Ucrânia, ainda pertencente ao Império Russo. Quando tinha apenas 11 anos, ela foi morar com seu tio abastado, Henri Terk e sua esposa Anna, em São Petersburgo, na Rússia. Lá ela pode viver a cultura arrojada da época, ainda que Sonia retornasse com frequência à Ucrânia e às suas paisagens do interior. O casal Terk a adotou oficialmente e a levavam em viagens pela Europa, onde a apresentaram às galerias de arte e a pintores. Foi um professor que notou suas habilidades para desenho.
Estudou em São Petersburgo e, posteriormente, Academia de Belas Artes de Karlsruhe, na Alemanha. Depois instalou-se em Paris, aos 20 anos, frequentando a Académie de La Palette, em Montparnasse, onde conheceu o pintor Amédée Ozenfant. Nos trabalhos que realizou neste primeiro período é notória a marca da obra de Paul Gauguin e de Van Gogh, na busca da liberdade e das qualidades expressivas da cor. Por outro lado, o seu interesse pela exploração dos valores e das relações cromáticas aproxima-a dos pintores fauvistas, com os quais expõe algumas obras.
Em seu primeiro ano na Académie, Sonia aceitou se casar por conveniência com o dono de uma galeria, Wilhelm Uhde, que era gay. Foi devido à essa união que Sonia conseguiu entrar no mercado de belas-artes. Em 1909, ela conheceu o artista francês Robert Delaunay, de quem logo se tornou amante. Sonia engravidou de Robert, pediu o divórcio de Uhde e se casou com Robert em novembro de 1910. Charles Delaunay nasceu em janeiro de 1911.
Fugindo da Primeira Guerra Mundial, foram viver, junto do filho Charles, na Vila do Conde, entre o verão de 1915 e começo de 1917, em uma casa a que chamaram La Simultané. Aí aprofundaram a amizade com os pintores Amadeo de Souza-Cardoso e Almada Negreiros. Esse breve ano e meio em Vila do Conde foi considerado por Sonia o seu período de vida mais feliz e no qual realizou importante obras. Até meados de 1916 o casal teve, em Vila do Conde, a companhia dos pintores Eduardo Viana e Samuel Halpert.
O seu pensamento criativo e polivalente dominou as esferas da pintura, artes aplicadas, arquitetura, automóveis, vestuário e mobiliário. Sua intensa exploração cromática trouxe uma enorme expansão ao design têxtil e foi responsável pela introdução da linguagem da arte da cor na vida cotidiana.
Sonia direcionou o seu trabalho para a história da abstração e escreveu: 
| “ | (...) nova pintura começará quando entendermos que a cor tem uma vida própria, que suas infinitas combinações têm a sua poesia... | ” |

## Últimos anos e morte
Robert morreu devido a um câncer em outubro de 1941. No final da Segunda Guerra Mundial, Sonia se tornou membro do Salão de Novos Criadores. Em 1964, ela e o filho doaram 114 trabalhos assinados por ela e por Robert ao Museu Nacional de Arte Moderna. Ela ainda desenvolveu tecidos, porcelanas e joias, inspirados na sua obra dos anos 20. Em 1978, ela lança uma autobiografia.
Sonia morreu em 5 de dezembro de 1979, em Paris, aos 94 anos.